# Catarina Ligendza
Catarina Ligendza, (née le 18 octobre 1937 à Stockholm) est une chanteuse d'opéra soprano suédoise.

## Biographie
Née à Stockholm, Katarina Beyron est la fille de la soprano Brita Hertzberg et du ténor Einar Beyron. Elle étudie à l'Académie de musique et des arts du spectacle de Vienne, puis de 1959 à 1963, à la Hochschule für Musik de Wurtzbourg, et enfin avec Josef Greindl à la Hochschule für Musik de Sarrebruck.
En 1965, elle fait ses débuts dans le rôle de la comtesse dans Les Noces de Figaro de Mozart à Linz. Elle a ensuite chanté à Brunswick et à Sarrebruck, puis au Deutsche Oper Berlin en 1969. Des engagements ont suivi à Stuttgart et à Hambourg et, en 1971, elle a pris le rôle de Leonore dans Fidelio au Metropolitan Opera de New York.
En tant que soprano dramatique, elle a joué un rôle important dans le répertoire de Wagner et s'est produite au Festival de Bayreuth de 1971 à 1977, ainsi qu'en 1986 et 1987 dans le rôle d'Isolde et de Elsa en 1987. Son enregistrement le plus connu est probablement la production de Les Maîtres chanteurs de Nuremberg de 1976 pour Deutsche Grammophon, dirigée par Eugen Jochum, dans laquelle elle chante le rôle d'Eva. Elle a également chanté à La Scala, au Royal Opera House de Londres, à Munich et à Vienne. Elle a pris sa retraite en 1988.